# Madagaskar-Großfußmäuse
Die Madagaskar-Großfußmäuse (Macrotarsomys) sind eine Nagetiergattung aus der Unterfamilie der Madagaskar-Ratten (Nesomyinae). Die Gattung umfasst drei Arten, die ausschließlich auf Madagaskar leben.
Diese Tiere weisen Ähnlichkeiten zu den Rennmäusen auf, mit denen sie aber nicht näher verwandt sind. Wie bei diesen sind die Hinterbeine vergrößert und sie sind Bewohner trockener Grasländer oder Wälder. Ihr Fell ist an der Oberseite braun gefärbt, die Unterseite ist weißlich. Charakteristisch sind die großen Ohren und der verlängerte Schwanz, der doppelt so lang wie der Körper werden kann und in einer buschigen Spitze endet.
Madagaskar-Großfußmäuse sind ausschließlich nachtaktiv und bewegen sich bei der Nahrungssuche laufend oder hüpfend fort. Tagsüber ziehen sie sich in Erdbaue zurück, deren Eingang oft unter einem Busch oder einem Felsen verborgen liegt und die bis zu 1,5 Meter lang sein können. Die Nahrung dieser Tiere besteht aus Beeren, Früchten, Wurzeln und Stängeln. Über das Sozialverhalten und die Fortpflanzung ist kaum etwas bekannt, vermutlich leben sie in Paaren.
Es werden drei Arten unterschieden:
- Die Kleine Großfußmaus (Macrotarsomys bastardi) ist die kleinere der beiden Arten, sie erreicht eine Kopfrumpflänge von 8 bis 10 Zentimetern, eine Schwanzlänge von 10 bis 15 Zentimetern und ein Gewicht von 21 bis 38 Gramm. Sie lebt ausschließlich am Boden und ist im westlichen Madagaskar verbreitet.

- Große Großfußmaus (Macrotarsomys ingens) ist mit 12 Zentimetern Kopfrumpflänge und bis zu 21 Zentimetern Schwanzlänge etwas größer. Die Art dürfte sich bei der Nahrungssuche mehr auf Bäumen aufhalten als M. bastardi, ansonsten weiß man kaum etwas über sie. Sie bewohnt ein kleines Gebiet im nordwestlichen Madagaskar und wird von der IUCN aufgrund der fortschreitenden Zerstörung ihres Lebensraumes als stark bedroht (endangered) gelistet.

- Petters Großfußmaus (Macrotarsomys petteri) wurde erst 2005 wissenschaftlich beschrieben. Sie ist nur von einem lebenden Exemplar und einigen halbfossilen Überresten aus dem südwestlichen Madagaskar bekannt. Die Art wird von der IUCN mit keine ausreichenden Daten (data deficient) gelistet.